# Óscar Pantoja
Óscar Pantoja (Ipiales, 25 de agosto de 1971) es un escritor colombiano, uno de los pioneros de la novela gráfica en Colombia. Su trabajo mezcla la literatura, el cómic y el cine. Es profesor universitario.

## Vida personal
A los 7 años llegó a Bogotá. Sus padres decidieron dejar la fronteriza población de Ipiales, en el departamento de Nariño, provincia al sur de Colombia, y buscar oportunidades en la capital. Desde ese año vive en Bogotá. Fue conociendo la ciudad desde muy joven y la zona de los libreros en el centro, junto con la Biblioteca Luis Ángel Arango, se convirtieron en sus lugares favoritos y de formación. Dostoievski, Joyce, Rulfo, Cortázar y Kafka fueron sus escritores favoritos en su juventud. Estudió un año Cine y Televisión y se retiró. Su primera novela, El hijo, ganó el Premio Nacional de Novela Corta Alejo Carpentier. Desde allí empezó su carrera como escritor. A los 4 años sus padres lo llevaron al puerto de Tumaco a conocer el mar. El viaje, interminable en esa época por las pésimas condiciones de la carretera, lo marcaría profundamente. Considera que la literatura no es conocimiento, es un aprendizaje. La ruptura con su padre cuando tenía 12 años fue un hecho que de igual modo lo marcó. Desde los 21 años se convirtió en profesor; es algo que siempre le ha gustado, entender cómo se puede elaborar una obra, cómo se puede escribir bien una historia, y transmitir el oficio a los jóvenes estudiantes.

## Estilo
Con la novela gráfica Gabo, memorias de una vida mágica, ilustrada a cuatro manos por Miguel Bustos (Zursoif), Tatiana Córdoba, Felipe Camargo Rojas y Julián Naranjo, alcanza un reconocimiento internacional. La obra ganó el Premio Romic al mejor cómic latinoamericano en el Salón del Cómic de Roma, Italia, en el 2015. El libro ha sido traducido a 19 idiomas (coreano, ruso, italiano, portugués, árabe, georgiano). Y su cómic sobre Borges, Borges, el laberinto infinito, ilustrado por Nicolás Castell, de igual modo ha sido traducido al francés. Sus novelas gráficas tratan, no tanto de entregar una biografía de un autor, sino del proceso creativo que ese escritor alcanza para lograr crear su obra cumbre. Pantoja y los ilustradores con quienes colabora logran ir mezclando la realidad con la ficción. La realidad que está escrita en las memorias y en los libros biográficos se mezcla con una ficción que no aparece en ningún lado, y que juntos inventan en el proceso de creación. 'Es como una licencia para crear que da la novela gráfica en ficción, dice. 
El escritor y crítico literario Jorge Carrión dice al respecto del libro Rulfo, una vida gráfica: “En 2014 la editorial colombiana Rey Naranjo publicó Rulfo, una vida gráfica, de Óscar Pantoja y Felipe Camargo Rojas, la mejor biografía en viñetas que he leído, aunque tal vez sería mejor decir “interpretación biográfica”, porque la vida de Juan Rulfo es sometida a una lógica narrativa espectral y metafórica, sin las servidumbres que imponen las cronologías.” 
De igual modo, Pantoja escribe para niños un tipo de historias sumergidas en lugares propios de su país en los que nadie se ha fijado. Y los narra en cómic silente, son historias sin palabras. Su cómic Tumaco, ilustrado por Jim Pluk, fue reconocido en el Silent Books: From the World to Lampedusa and Back (Libros silenciosos: Del Mundo a Lampedusa y de vuelta) como uno de los mejores libros del evento. 
En cambio sus novelas literarias como El Hijo o La Metaformosis, van en camino contrario; son oscuros estudios de la condición humana con una mirada crítica y ácida de la sociedad en la que vive. 
Como guionista ha tenido la fortuna de que sus libros sean ilustrados por grandes artistas dibujantes como Miguel Bustos (Zursoif), Tatiana Córdoba, Felipe Camargo Rojas, Julián Naranjo, Jim Pluk, Nicolás Castell, José Luis Jiménez, Flor Capella, entre otros.

## Obras

### Libros publicados
- El hijo (2002). Novela. (ISBN: 9789582600686)
- Gabo, memorias de una vida mágica (2013). Novela gráfica/Cómic. Ilustrado a cuatro manos por Miguel Bustos (Zursoif), Tatiana Córdoba, Felipe Camargo Rojas y Julián Naranjo. Publicado por Rey Naranjo editores (ISBN: 978-958-57313-2-5)
- Rulfo, una vida gráfica (2014). Novela gráfica/Cómic. Ilustrado por Felipe Camargo Rojas. Publicado por Rey Naranjo editores (ISBN: 978-958-58124-1-3 y 978-958-56225-3-1)
- Tumaco. Libro infantil/Cómic (2014). Ilustrado por Jim Pluk. Publicado por Rey Naranjo editores (ISBN: 978-958-58124-8-2)
- Tanta sangre vista (2015). Adaptación a Novela gráfica/Cómic. Escrito por Rafael Baena, adaptado a guion de cómic por Óscar Pantoja e ilustrado por Juan Pablo Gaviria. Publicado por Rey Naranjo editores. (ISBN: 9789585917200)
- La vorágine (2016). Adaptación a Novela gráfica/Cómic. Ilustrada por José Luis Jiménez. Publicado por Resplandor editorial (ISBN: 978-958-59743-2-6)
- Borges, el laberinto infinito (2017). Novela gráfica/Cómic. Ilustrado por Nicolás Castell. Publicado por Rey Naranjo editores (ISBN: 978-958-8969-49-7)
- Cómbita. Libro infantil/Cómic (2019). Ilustrado por Jim Pluk. Publicado por Rey Naranjo editores (ISBN: 978-958-8969-89-3)
- La Metaformosis. (2019). Novela. Publicado por Resplandor editorial (ISBN: 978-958-59743-5-7)
- Cazucá. Libro infantil/Cómic (2020). Ilustrado por Flor Capella. Publicado por Rey Naranjo editores (ISBN: 978-958-5586-15-4)
- Madre (2022). Novela. Editado y Publicado por Fondo de Cultura Económica (ISBN: 978-958-5197-17-6)
- Dientes de león - El camino del acompañamiento. Crónica/Cómic.

### Películas
- El último cuento de Edgar Allan Poe. Mediometraje. Director — Guionista.
- Un mal suelo. Cortometraje. Director — Guionista.
- Joyería Tumaco. Documental. Director — Guionista.
- Tinta y Tele. Seriado para televisión. Director — Guionista.

## Premios y reconocimientos
- Beca Nacional de Cinematografía 1998 en mediometraje con El último cuento de Édgar Allan Poe.
- Premio Nacional de Novela Alejo Carpentier 2001, con la novela El Hijo.
- Beca 2001 en cortometraje con Un mal sueño.
- Premio Romic al mejor cómic latinoamericano en el Salón del Cómic de Roma, Italia, 2015 por la novela gráfica Gabo, memorias de una vida mágica, ilustrada a cuatro manos por Miguel Bustos (Zursoif), Tatiana Córdoba, Felipe Camargo Rojas y Julián Naranjo. También seleccionada por la biblioteca International Youth Library (IYL) en el catálogo “White Ravens” presentado en la Feria Internacional del Libro de Frankfurt 2014.
- Seleccionado en el SilentBooks: From the World to Lampedusa and Back por el cómic infantil Tumaco, ilustrado por Jim Pluk.